# Andrea Vicentino
Andrea dei Michieli, kallad Vicentino, född omkring 1542 i Vicenza, död omkring 1617 i Venedig, var en italiensk konstnär.
Andrea dei Michieli fick troligen sin utbildning hos Giovanni Battista Maganza. I Venedig arbetade han bland annat som monumentalmålare och utförde bland annat en skildring av slaget vid Lepanto. Han var även verksam i Paris och München.